# 43-as busz (Miskolc)
A miskolci 43-as busz a Búza tér és a Déli Ipari Park – Joyson kapcsolatát látja el.
2014. október közepén az MVK Zrt. új menetrend szerinti autóbusz-járatot indított a Miskolc déli iparterületén elhelyezkedő TAKATA gyárhoz. Az útvonal kijelölésekor elsődleges szempont volt, hogy a munkavállalók a városi közlekedésen belül lehetőleg maximum egy átszállással elérhessék munkahelyüket.
2015. június 15-től a 44-es autóbusz több járata hétköznapokon a Déli Ipari Park – Joyson (korábban TAKATA) érintésével közlekedik, így ezzel a járattal is elérhető a gyár a dolgozók számára.
2018. április 10-től a végállomás neve Takatáról Déli Ipari Park – Joyson névre változott.
2022. december 13-tól, az Y-híd átadását követően a járat Auchan Dél (Pesti út) érintésével közlekedik, kivéve azokat a járatokat amelyek a menetrendben csillaggal vannak megjelölve, valamint egyes járatai a Joyson végállomás után 3-as jelzéssel továbbközlekedtek Szirma, Tiszai pályaudvar, valamint a Búza tér felé, illetve néhány, Joysonig közlekedő 3-as járat 43-asként folytatta útját Hejőcsaba és a belváros felé
2022. december 25-én, alig 13 nappal a bevezetett változások után, visszaállították a régi menetrendet, így a továbbiakban a 43-as csak a Déli Ipari Park - Joyson végállomásig közlekedik, és már csak kora reggel érinti néhány járat az Auchan Dél áruházat.

## Megállóhelyei
| 0    | Búza tér                 | 25 | 1, 3, 3A, 4, 7, 11, 20, 20A, 20B, 24, 28, 32, 44, 45, 101B Volánbusz |
| 3    | Hősök tere               | ↑  | 14, 28, 34, 35, 36, 44                                               |
| ↓    | Centrum                  | 21 | 1, 1A, 2 3A, 12, 20, 20A, 20B, 24, 28, 32, 34, 35, 44, 45, Auchan 1  |
| 4    | Villanyrendőr            | ↑  | 1, 1A, 2 14, 28, 34, 35, 36, 44, Auchan 1                            |
| ↓    | Vörösmarty Mihály utca   | 19 | 12, 20, 20A, 20B, 21, 28, 34, 35, 44, Auchan 1                       |
| 6    | Népkert                  | 17 | 12, 14, 20, 20A, 20B, 28, 34, 35, 36, 44                             |
| 8    | SZTK Rendelő             | 15 | 12, 14, 20, 20A, 24, 30, 31, 34, 36, 44                              |
| 10   | Petneházy bérházak       | 13 | 12, 14, 20, 20A, 24, 30, 31, 34, 36, 44                              |
| 12   | Tapolcai elágazás        | 11 | 4, 12, 14, 20, 20A, 24, 30, 32, 34, 36, 44, 45                       |
| 14   | Hejőcsabai városrész     | 10 | 4, 14, 44, 45                                                        |
| 15   | Hejőcsabai gyógyszertár  | 8  | 4, 14, 44, 45                                                        |
| 16   | Cementgyár               | 7  | 4, 14, 44, 45                                                        |
| 18   | Erzsébet királyné utca   | ↑  | 4, 44, 53                                                            |
| 20   | Harsányi utca            | ↑  | 4, 44, 53                                                            |
| ↓    | Pesti út                 | 5  | 44, 53                                                               |
| (23) | (Gábor Dénes utca)       | 3  |                                                                      |
| 24   | Auchan Dél (Pesti út)    | 2  | 44, 45, Auchan 2                                                     |
| 26   | Déli Ipari Park - Joyson | 0  | 44, 45, 53                                                           |